# List & Label
List & Label ist eine Software-Entwicklungskomponente, die in Anwendungen integriert wird und diese um Reporting-Funktionen ergänzt (Statistiken, Tabellen, Berichte, Formulare, Listen, Diagramme, Etiketten etc.). Die Integration kann unter Microsoft Windows mit unterschiedlichen Entwicklungsumgebungen wie Embarcadero RAD Studio oder Microsoft Visual Studio erfolgen. Dabei unterstützt List & Label verschiedenste Programmiersprachen und Frameworks wie .Net-Framework/.NET Core mit C#/VB, C++, Delphi, Java und weitere. Mit List & Label können Daten aus verschiedenen Datenquellen oder völlig unabhängig von einer Datenbank abgerufen, ausgewertet und in verschiedenen Formaten ausgegeben werden. Der List & Label Designer kann ohne weitere Lizenzgebühren mit den meisten Desktop-, Web- und Cloud-Applikationen an Endkunden weitergegeben werden.

## Geschichte und Entwicklung
List & Label wird seit 1992 vom Hersteller combit entwickelt. Die Reporting-Komponente ist weltweit im Einsatz und der List & Label Designer in 12 Sprachen erhältlich. List & Label wurde im Laufe der Produktgeschichte mehrfach von der Presse ausgezeichnet. Versions-Updates der Entwicklungskomponente erfolgen in einem einjährigen Zyklus.
Ab Version 7 gibt es eine Unicode/Multibyte-Version für den internationalen Einsatz. Seit Juli 2001 beinhaltet List & Label eine spezielle Komponente für die .Net-Framework-Unterstützung. Und ab Version 8 können Kunden mit dem Report Designer Charts zur Visualisierung der Daten erstellen. Ab Version 11 kamen Multi-Tabellen/Subreports hinzu, und ab Version 12 unterstützt List & Label digitale Signaturen. Ab Version 15 steht eine 64-Bit-Version zur Verfügung. Seit November 2010 kann die Reporting Komponente auch für Webanwendung und für Cloud-Computing-Plattformen verwendet werden. Ab Version 26 von List & Label ist ein neuer PDF-Export und Unterstützung für .NET 5 verfügbar. Seit Version 27 unterstützt List & Label .NET 6, Windows Server 2022, Visual Studio 2022 und Embarcadero RAD Studio 11. Hinzu kommt ein Web Report Designer für ASP.NET MVC und die mögliche Nutzung via Docker in Cloud-Umgebungen wie Microsoft Azure und Amazon Web Services.

## Report Designer
Anwender nutzen den List & Label Desktop Designer in der Applikation, um Daten zu visualisieren und Reports zu gestalten und auszugeben. Grundsätzlich können z. B. unter .NET alle Datenbanken eingesetzt werden. Möglich sind aber auch beliebige andere Datenquellen, deren Druck- und Design-Engine mit eigenem Code angesteuert werden. Die erstellten Berichte bestehen aus Listen, Multitabellen, Kreuztabellen, Formularen, Etiketten, Diagrammen (engl. Charts), HTML-Objekten, RTF-Objekten, PDF-Objekten, OLE Containern, Grafiken, Barcode-Objekten mit mehr als 50 direkt unterstützten Barcodeformaten und weiteren Elementen. Beim Einsatz in Webserver-Applikationen stehen die Funktionen der sog. Print-Engine auch über das Internet zur Verfügung. Zudem steht ein Web Report Viewer zur Verfügung. Damit können Berichte interaktiv in nahezu jedem Browser angezeigt werden. Seit Version 27 steht ergänzend ein Web Report Designer zur Verfügung, mit dem sich Berichtsvorlagen unabhängig vom Betriebssystem (Windows, iOS, Android oder Linux) im Browser erstellen lassen. Dieser wird mittels Web Components Technologie in JavaScript Frameworks wie React, Angular oder Vue integriert.

## Unterstützte Datenquellen (Auszug)
- ADO.NET
- CouchDB
- CSV
- Firebird
- Google Analytics
- Google BigQuery
- Google Tabellen
- GraphQL
- IBM Db2
- JSON
- kombinierte Datenquellen
- MariaDB
- MongoDB
- Microsoft Access, Azure, Excel, SharePoint, SQL Server
- MySQL
- ODBC
- Oracle
- PostgreSQL
- SQLite
- XML

## Ausgabeoptionen
Quelle combit-support.net:
- Word (DOCX), Excel (XLS), PowerPoint (PPTX)
- Drucker, TTY
- PDF, PDF/A, ZUGFeRD
- Bildformate (JPEG, BMP, EMF, TIFF, PNG, SVG, HEIF, WebP)
- HTML, XHTML, MHTML
- Text, RTF, CSV, JSON
- XML, ZIP, E-Mail
- Barcodes
- List & Label Vorschaudatei[7]

## Dateitypen
List & Label verwendet mehrere proprietäre Dateiformate. Die Endungen sind dabei frei zu vergeben. In der Standardkonfiguration sind dies:
| Dateierweiterung | Beschreibung              |
| ---------------- | ------------------------- |
| .lst             | Bericht/Liste             |
| .crd             | Karteikarte (z. B. Brief) |
| .lbl             | Etikett                   |
| .ll              | List & Label Vorschau     |

Darüber hinaus gibt es weitere Dateien, welche die Druckerkonfiguration (z. B. .lsp für einen Bericht) und eine Vorschau für Dateidialoge (z. B. .lsv für einen Bericht) beinhalten.